# زردالو (اردبیل)
زردآلو روستایی در دهستان بالغلو در بخش مرکزی شهرستان اردبیل ایران است. جمعیت این روستا در سرشماری ۱۳۸۵، ۱۴۱ تن (۳۱ خانوار) بوده است.